# Morellia hortensia
Morellia hortensia är en tvåvingeart som först beskrevs av Christian Rudolph Wilhelm Wiedemann 1824.  Morellia hortensia ingår i släktet Morellia och familjen husflugor. Inga underarter finns listade i Catalogue of Life.